# Tricia Marwick
Tricia Marwick (nascuda el 5 de novembre del 1953 a Cowdenbeath, Escòcia) és una política escocesa coneguda per ser la primera dona presidenta del Parlament d'Escòcia. Va ser membre del parlament escocès del 1999 al 2016, escollida primer dels comtats Mid Scotland i Fife (1999−2007) i després per Central Fife (2007−2011). Marwick formava part del Partit Nacional Escocès (SNP). A les eleccions del 2011, Marwick va ser escollida per Mid Fife i Glenrothes i l'11 de maig va ser proclamada presidenta del parlament.